# Русанівка (Роменський район)

Русані́вка — село в Україні, у Роменському районі Сумської області. Населення становить 935 осіб. Входить до складу Липоводолинської селищної громади. До 2019 року орган місцевого самоврядування — Русанівська сільська рада.
Після ліквідації Липоводолинського району 19 липня 2020 року село увійшло до Роменського району.

## Походження назви
Назва села Русанівка походить від прізвища козака Русанова, який заснував поселення на правому березі річки Хорол, що протікає в цій місцевості. Найдавніше відома назва села — Курів Брід, але вживалася і назва Разанівка. Виникло село в середині XVII століття.

## Географія
Русанівка — село, колишній центр сільської ради, розташоване за 7 кілометрів від центру громади і за 18 км кілометрів від залізничної станції Венеславівка на лінії Лохвиця — Гадяч.
Село Русанівка розташоване на території слобідської України. Так звалися в XVII—XVIII сторіччях південна околиця Російської імперії, де тепер розташовані Харківська область, частина Полтавської, Сумської, Луганської областей України та частина Курської, Білгородської і Воронезької областей.
Село Русанівка лежить на березі річки Хорол у місці впадання в неї річки Вільшана, вище за течією на відстані 3,5 км розташоване смт Липова Долина, нижче за течією на відстані 2 км і на протилежному березі розташоване село Лучка. Річка в цьому місці звивиста, утворює лимани, стариці й заболочені озера.

## Історія
Виникнення Русанівки відноситься приблизно до тих часів, коли були збудовані місто Охтирка, Недригайлів, Бобрик, місто Гадяч, Боковенька.
Ці міста і села були засновані українцями в першій половині XVII століття.
Але перші жителі з'явилися на території району ще в IV столітті до н. е. Виявлено поселення доби неоліту поблизу села Іванівка. У VII століттях на території нашого краю проживало одне із племен східних слов'ян — сіверяни. Про це свідчить городище, поблизу села Капустинці. У період феодальної роздробленості Київської Русі у 1054 році виділяється Переяславське князівство, в яке ввійшла і територія села Русанівки.
Спершу село входило до володінь князів Вишневецьких. Їм належало майже 134822 господарства, в тому числі й ті, що були на території Русанівки.
Саме поселення Русанівка не мало вигляду села. Жили тут переважно на лівому березі річки Хорол окремі поселенці — втікачі від кріпосного гніту. Окремі хуторці мали різні назви: Буймир, Бухалів, Жукове та інші. Жителі знали козаччину й кріпаччину, війни та мирну хліборобську працю.
На початку вісімнадцятого століття шведські війська Карла XII, просуваючись з Новгород-Сіверська до Полтави, пройшли й через Липову Долину. Ставка короля була в Русанівці, а в Липовій Долині знаходився шпиталь шведів.
В 1764 році належить гетьману Війська Запорозького Кирилові Розумовському.
В 1782 році в селі нараховувалося 217 людей. В 1776 році збудована перша церква, яка згоріла від грози у 1778 році.
В 1800—1810 роках була збудована нова Миколаївська церква, яка є понині.
В 1802 році село стало волосним центром спочатку Глинського, а через рік — Гадяцького повіту. Але вже в 1863 році Липова Долина належить до Русанівської волості.
Були господарства пана Янжуля, що жив у Побиванці. Бідні селяни наймалися до поміщиків в інші села графа Гудовича в Байраці, до Войники у Войнівщину, до Туманського і Кривошеєва в Панасівні та інших. Під кінець XIX століття переважна більшість землі в окрузі Липової Долини належала козацьким шляхтичам Туманським (5,5 тисяч десятин).
1876 почала працювати перша лікарня, збудована земством, де працював один лікар Антоненко і три середніх медичних працівники. За даними на 1859 рік у власницькому, казенному та козацькому селі Гадяцького повіту Полтавської губернії, мешкало 3058 осіб (1463 чоловічої статі та 1695 — жіночої), налічувалось 364 дворових господарства, існувала православна церква.
1880 року в селі відкрита трьохкласна земська школа, де навчалося 65 учнів та працювало три вчителі. 1889 року в селі відкривається земське народне училище, а також церковно-приходська трьохкласна школа. В цей час в селі нараховувалося 724 двори. До села входило 6 хуторів.
1897 року в селі нараховувалося вже 4,5 тис. жителів, була церква, лікарня, декілька магазинів, приходська школа і школа грамоти. В 1908 році три вчителі навчали 152 дітей. Це були самі хлопчики, адже дівчатка в школі не навчалися. В селі працювало дві кузні. До 1903 року в селі було понад 50 вітряків та 3 водяних млини.
В 1912 році земство збудувало приміщення чотирьохкласної школи, де працювало три вчителі. Навчання в ній почалося 1914 року: на шкільному подвір'ї був мітинг на честь відкриття школи й діти пішли в перший клас.

### Часи УНР та комуністична неволя
Першим головою сільської Ради від комуністів був Григорій Григорович Даць. 1929 року людей почали заганяти до колгоспів, серед них «Вільна нива». На тракторі працювала перша жінка-трактористка Парасковія Роєнко. Першим головою колгоспу обраний Бардак Семен Прокопович. У колгоспну неволю загнали: Шевченко Макар Максимович, Набок Савелій, Дяченко Артем, Данько Григорій, Кравченко Федір, Корча Ілля, Клименко Іван, Набок Микола, Неділько Устим. Передова ланкова — Острішко Парасковія Омелянівна за вирощування тютюну стала першою учасницею сільськогосподарської виставки в місті Москві. Вона була обрана делегатом восьмого з'їзду Рад.

#### Комуністичний Геноцид-Голодомор
Церкву комуністи висадили у повітря. У голодомор кількість мешканців села переполовинилася. Комуністи доводили людей до канібалізму. Були створені дитячі ясла, де денна норма хліба на дитину не перевищувала 100 грам. Люди тікали до міст, де міняли у комуністів золоті прикраси на їжу. Церква, Будинок Культури та інші громадські споруди використовувалися як зерносховища. По полях можна було зібрати хоч гнилі буряки та дещо інше. Кількість встановлених жертв голодомору в селі Русанівка від 140 до 200 осіб, яким поставлено пам'ятник на території села.
9 жовтня 1941 року із села вигнали організаторів Голодомору — сталіністів. 598 жителів села загнали у сталінські війська. 224 із них довели до смерті. 13 вересня 1943 року до села знову вдерлися комуністи.
Після війни школа залишилася восьмирічною. В 1954 році відбувся третій випуск учнів з освітою 10 класів. В селі працює Будинок культури на 350 місць, бібліотека, лікарня, загальноосвітня школа.
В 1965 році грошовий дохід колгоспу становив 800 000 карбованців, а 1959 року на території сільської Ради побудований цегельний завод. За успіхи в сільському виробництві 58 трудящих села нагороджені орденами та медалями СРСР, серед яких доярка Е. С. Тарасенко — орденом Трудового Червоного Прапора. За 15 років в сільській Раді побудовано шістдесят тисяч квадратних метрів жилої площі. Стогнієнко Марія схоронила церковний паспорт, що тепер знаходиться у Миколаївській церкві.

## Політика

### Парламентські вибори, 2019
На позачергових парламентських виборах 2019 року у селі функціонувала окрема виборча дільниця № 590347, розташована у приміщенні школи.
Результати
- зареєстровано 676 виборців, явка 57,10%, найбільше голосів віддано за «Слугу народу» — 52,33%, за Всеукраїнське об'єднання «Батьківщина» — 15,54%, за Радикальну партію Олега Ляшка — 11,40%[4]. В одномандатному окрузі найбільше голосів отримав Анатолій Кобзаренко (самовисування) — 43,60%, за Максима Гузенка (Слуга народу) — 33,42%, за Віктора Ладуху (Всеукраїнське об'єднання «Батьківщина») — 8,09%[5].

## Економіка
- Молочно-товарна ферма;
- 3 магазини.

## Об'єкти соціальної сфери
- Будинок культури;
- Бібліотека.

## Релігія
Православна віра
- Церква Святого Миколи Чудотворця.

## Пам'ятки
- Волосне правління[d];
- Церква Святого Миколи Чудотворця[d];
- Братська могила радянських воїнів та пам'ятник воїнам-землякам[d];

## Відомі люди
- Бєляєв Андрій Валентинович — український військовик, учасник російсько-української війни[6].
- Войтенко Олександр Дмитрович — український військовик, учасник російсько-української війни[7].
- Новиченко Леонід Миколайович (1914—1996) — український літературознавець, академік Національної Академії наук.
- Курило Кирило Павлович (1924—1990) — український художник.
- Курило-Рибчинська Антоніна Павлівна (1918 -2003) - український медик, пережила голодомор та сибірські табори політв'язнів
- Курило Григорій Павлович (1929 - ) — український геолог. Ось його спогади про голодомор у Русанівці на хуторі Солодкий.  http://svitlytsia.crimea.ua/?section=article&artID=1138 [Архівовано 2 березня 2014 у Wayback Machine.]
- Курило Яків Павлович (1931 - ) — український геолог та художник.
- Курило Олександр Павлович ( 1926 - ) — український енергетик.
- Трещинський Анатолій Іванович (1923—2009) — український медик.